# لتوف اس-۳۱
لتوف اس-۳۱ (به انگلیسی: Letov_Š-31) یک هواگرد ملخ‌پیشین تک‌موتوره از نوع جنگنده ساخت شرکت لتوف است. هواگرد لتوف اس-۳۱ نخستین پروازش را در ۱۹۲۹ میلادی انجام داد.